# ميشيل رودانج
ميشيل رودانج Michel Rodange (1827 – 1876) شاعر وأديب لوكسمبورغي، اشتهر بكتابته الملحمة الوطنية «الثعلب رينرت» Rénert the Fox.
ولد في فالدبيليغ. اشتغل بالتدريس. أبرز أعماله «الثعلب رينرت» التي نشرت عام 1872. وهي ملحمة كتبت باللهجات في لوكسمبورغ، وتمجد الصفات والتقاليد لأهل لكوسمبورغ. وقد سميت مدرسة في مدينة لوكسمبورغ باسم ميشيل رودانج. ووضعت صورته على طابع بريد.